# Tavelić Miklós
Tavelić Miklós (ejtsd: távelity) vagy Tavelić Nikola, Nikola Tavelić, Nikola Tavilić (Šibenik, 1340 körül – Jeruzsálem, 1391. november 14.) ferences rendi szerzetes, vértanú, az első horvát szent.

## Élete a vértanúság előtt

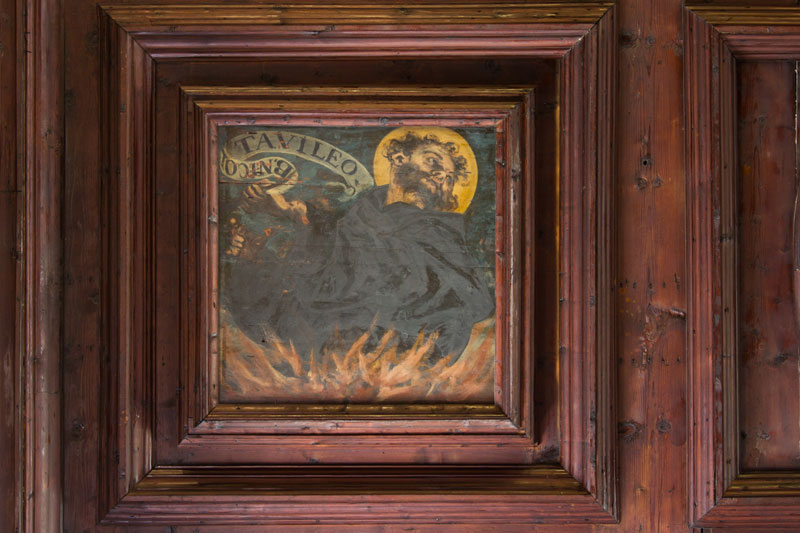
Tavelić Szent Miklós képe (tenger melletti Assisi Szent Ferenc ferences templom, Šibenik, 15. század)

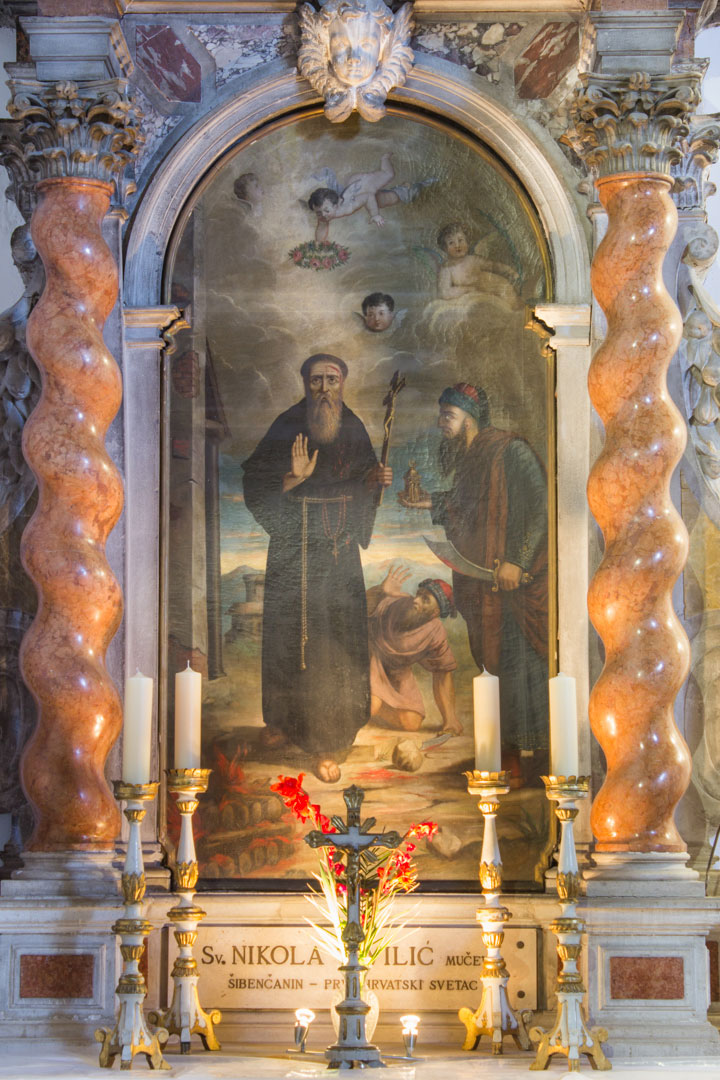
Tavelić Szent Miklós oltára. Assisi Szent Ferenc temploma, Šibenik

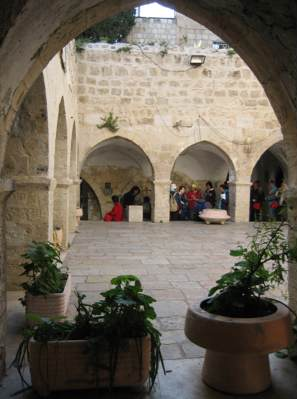
Egykori ferences rendház a Sion-hegyen Jeruzsálemben, az Utolsó Vacsora terme mellett, itt élt Tavelić Miklós

Nemesi családban született 1340 körül, Bribirben, a Šubići család székhelyén. Ferences szerzetes lett, 1365 körül szentelték pappá. Alverenski Bartul fráter, a boszniai püspökség vikáriusa XI. Gergely ösztönzésére 1372 körül 60 másik ferences szerzetessel együtt hívta Boszniába Miklóst, a bogumilok között végzendő misszionárius tevékenység céljából.
1384-ben, 12 év boszniai missziós tevékenység után, Palesztinába utazott Aribert Deodat, Narbonai Péter és Cunei István fráterekkel.

## Halála és tisztelete

### Vértanúsága
1391. november 11-én Miklós társaival azzal a szándékkal kereste fel a jeruzsálemi kádit, hogy meggyőzze a keresztény tanítás igazságáról. A kádi feldühödött és halállal fenyegette meg őket, ha nem tagadják meg Jézus tanításait. Miután erre Miklósék nem voltak hajlandóak, a kádi a fenyegetést valóra váltva, halálos ítéletet mondott ki rájuk. Ekkor Miklóst és társait fogságba ejtették és három napig kínozták őket, mikorra a kádi ítéletét a világi bíróság is szentesítette. Ezután november 14-én a környező csőcselék lemészárolta a ferenceseket, majd a maradványokat máglyán elégették.
Mind a négyen vértanúhalált szenvedtek Jeruzsálemben a Jaffa kapunál. A halálos ítélet végrehajtásánál jelen volt Gerardo Calveti, a Sióni Szent Megváltó kolostor-rendház gvárdiánja az Utolsó vacsora terménél. Ő írta le Martin Šibenčaninnal együtt vértanúhalálukat és elküldte a Vatikánba, Lipcsébe, Šibenikbe és más helyekre.

### Boldoggá és szentté avatása
Halála után Európában egyből elismerték vértanúnak, különösen Šibenikben, ahol ünnepe november 14. lett. XIII. Leó avatta boldoggá 1889. június 6-án Fosco šibeniki püspök kérésére. A két háború között Miklós tisztelete különösen Jugoszlávia területén terjedt. A második világháború megakadályozta az 1941-re tervezett szentté avatását. Szentté avatása szerencsésen végződött, mivel 1970. június 21-én VI. Pál pápa vértanútársaival együtt Miklóst Rómában szentté avatta. Ebben a legnagyobb érdeme Crnica Ante horvát ferences fráternek volt, aki 1958-tól szorgalmazta a kanonizációt.
Az  üldözést szenvedő keresztények, szerzetesek, papok, misszionáriusok, betegek, szegények, tanulók és tanárok, illetve az Európai Unió, Horvátország, Olaszország, Franciaország, Izrael, Palesztina, Jeruzsálem és Šibenik védőszentje.
Szent Nikola Tavelić tiszteletére épültek templomok és oltárok hazájában és minden kontinensen, az írók és művészek megörökítették alakját (szobrokban, képeken, irodalmi és zenei művekben).[forrás?] 1937-ben horvát katolikusok oltárt emeltek Jeruzsálemben a cseh kápolnában az Olajfák hegye lejtőjén. Ma a kápolna nem látogatható, mert a Szentszék jeruzsálemi diplomáciai székhelyén belül van.

### Ábrázolása
Tavelić Szent Miklóst hosszú ősz szakállal, ferences ruhában, testén kínzásainak jeleivel ábrázolják, rendszerint a képein máglyán vagy a máglya mellett szerepel, néha feszülettel a kezében jelenik meg, de leginkább mint prédikátort mutatják be.

### Templomok
- Szent Nikola Tavelić Horvát Katolikus Központ, Sydney, Ausztrália
- Melbourne, Ausztrália[9]
- Crkva sv. Nikole Tavelića, Rijeka – Krnjevo, Horvátország
- Imotski – Vinjani Donji
- Šibenik – Lišane Ostrovičke
- Zágráb  Kustošija
- Županja
- Bród
- Tavelić Szent Miklós nemzeti szentélye: Assisi Szent Ferenc temploma, Šibenik
- Omanjska, Bosznia-Hercegovina